# Xylocopa viridis
Xylocopa viridis är en biart som beskrevs av Smith 1854. Xylocopa viridis ingår i släktet snickarbin, och familjen långtungebin. Inga underarter finns listade i Catalogue of Life.